# American Gigolo
American Gigolo (prt: American Gigolo; bra: Gigolô Americano) é um filme estadunidense de 1980, do gênero drama, escrito e dirigido por Paul Schrader e baseado no filme de 1959 Pickpocket, de Robert Bresson. Estrelado por Richard Gere no papel principal, o diretor Schrader considera-se um dos quatro filmes semelhantes, o que ele chama de "duplas delimitadoras": Taxi Driver, marcado por Light Sleeper, e American Gigolo marcado por The Walker.

## Sinopse
Julian Kaye vive em Beverly Hills e é um dos gigolô mais bem pagos da cidade, atendendo mulheres sofisticadas, ricas e entediadas. Mas quando ele se envolve com Michelle Stratton, a esposa de um senador, acaba sendo acusado do assassinato de outra cliente.

## Elenco
- Richard Gere.... Julian Kaye
- Lauren Hutton.... Michelle Stratton
- Hector Elizondo.... detetive Sunday
- Nina Van Pallandt.... Anne
- Bill Duke.... Leon
- Brian Davies.... Charles Stratton
- K Callan.... Lisa Williams
- Tom Stewart.... Sr. Rheiman
- Patricia Carr.... Judy Rheiman
- David Cryer.... tenente Curtis
- Carole Cook.... Sr.ª Dobrun
- Carol Bruce.... Sr.ª Sloan
- Frances Bergen.... Sr.ª Laudner
- Macdonald Carey.... ator de Hollywood
- William Dozier.... advogado de Michelle

## Principais prêmios e indicações
Globo de Ouro 1981 (EUA)
- Recebeu duas indicações, nas categorias de Melhor Trilha Sonora e Melhor Canção Original ("Call Me", da banda Blondie).

## Produção
Christopher Reeve teria recusado o papel de Julian Kaye apesar de ser oferecida uma taxa de um milhão de dólares, antes de Richard Gere tornar-se ligado ao papel. Gere disse em 2012 que ele foi atraído para o papel por causa de seu subtexto gay. "Eu li e pensei, 'Isso é um personagem que eu não sei muito bem. Eu não possuo um terno. Ele fala línguas. Eu não falo nenhum idioma. Há um tipo de coisa gay que está flertando através e eu não conhecia a comunidade gay em tudo. "Eu queria mergulhar em tudo isso e eu tinha literalmente duas semanas. Então eu mergulhei dentro".
John Travolta interessou-se pelo papel e brevemente substituiu Gere antes de começar a ter "pés frios" e abandonar o filme. Esta não é o único trabalho que Travolta recusou que posteriormente foi feito por Gere: já havia acontecido com Days of Heaven (1978) e ocorreu novamente quando Travolta foi oferecido a liderança em ambos An Officer and a Gentleman (1982) e Chicago (2002). Muitas breves cenas de nudez de Gere marcou a primeira vez que um grande ator de Hollywood ficou frontalmente nu em um filme. De acordo com Gere, a nudez não estava no roteiro original. "Foi apenas no processo natural de fazer o filme. Eu certamente me sentia vulnerável, mas eu acho que é diferente para os homens do que as mulheres".
Julie Christie foi lançada originalmente no papel de Michelle Stratton, mas sua saída foi precipitada pela substituição de Travolta por Gere. No momento em que Gere tinha voltado para o projeto, Lauren Hutton já haviam sido contratada, ela já tinha uma carreira consagrada como top model (da famosa agência Ford Models) quando começou a atuar. Entre seus trabalhos como modelo destacam-se a gigante dos cosméticos Revlon e a grife Chanel. Meryl Streep também foi oferecido o papel de Michelle, mas recusou porque ela não gostou do tom do filme.
Schrader reconhece que Pickpocket (1959) pelo diretor francês Robert Bresson foi uma influência direta sobre o filme; a composição da cena final inspira-se fortemente a partir do filme, assim como o último diálogo. Schrader mais tarde, desde uma introdução ao DVD Criterion Collection de Pickpocket. Schrader re-visitou muitos dos temas de American Gigolo em seu filme de 2007, The Walker, e diz que a ideia para o filme surgiu enquanto se perguntava o que teria acontecido com o personagem Julian Kaye.
O filme é amplamente creditado por ter estabelecido Giorgio Armani em Hollywood, já que as roupas da grife italiana aparecem com destaque.